# Bundesstraße 400

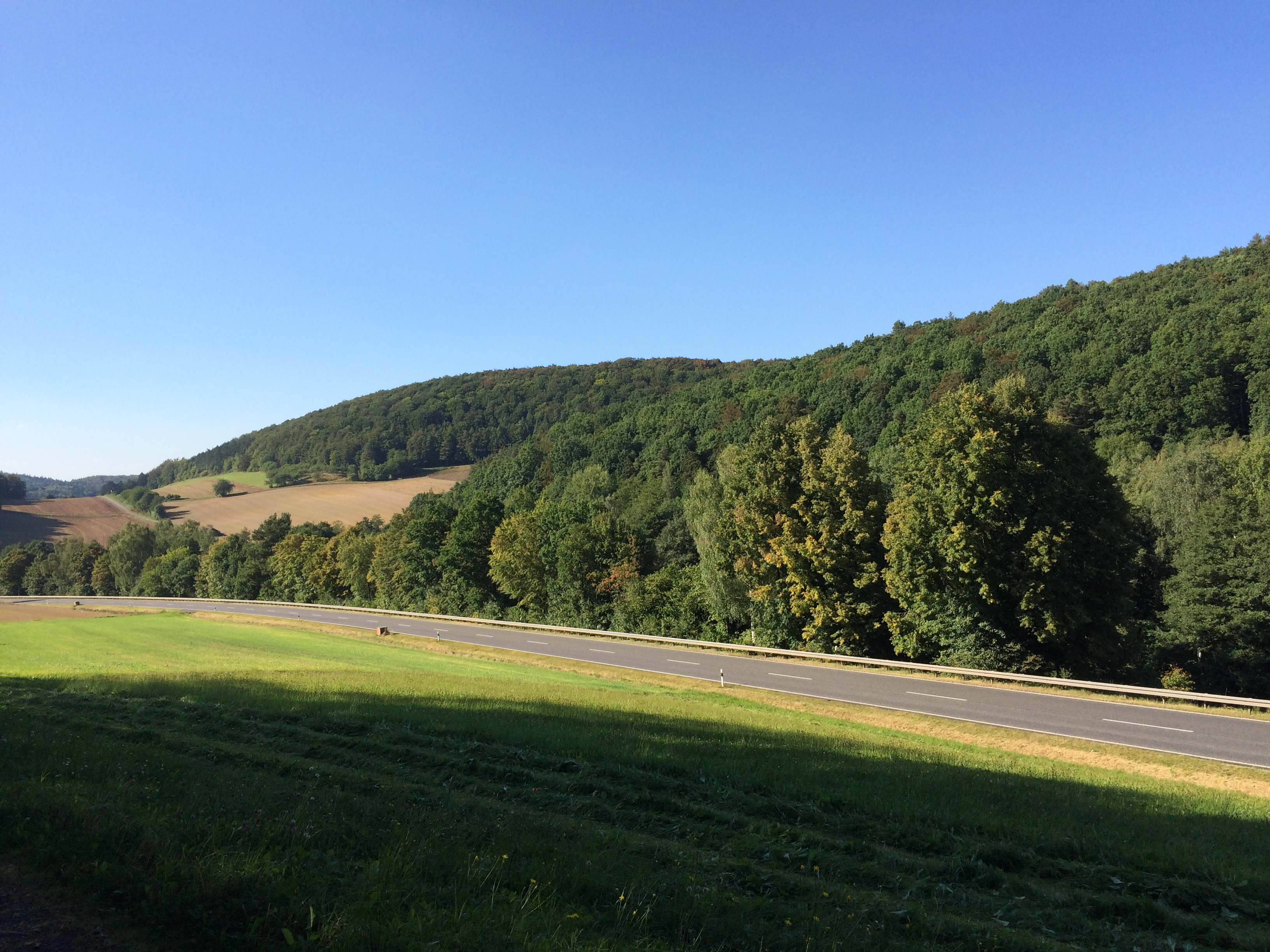
Bundesstraße 400 zwischen Ulfen und Unhausen

Die Bundesstraße 400 (Abkürzung: B 400) ist eine deutsche Bundesstraße in Nordhessen. Sie dient als Autobahnzubringer von der B 27 bei Sontra zur A 4 bei Herleshausen. Nach Fertigstellung der A 44 wird diese Bundesstraße wieder herabgestuft, da sich die Trassenführung mit der A 44 deckt.

## Geschichte
Die Nummer 400 wurde im Lauf der Geschichte mehrmals vergeben:

### Anfang der 1940er Jahre
Während der Besetzung Belgiens im Zweiten Weltkrieg lag die Reichsstraße 400 in Ostbelgien (1940 annektiertes Gebiet von Eupen und Malmedy). Bei Bütgenbach kreuzte sie die R 399.

### 1960er Jahre
Während des Baus der A 61 trug der Abschnitt zwischen Rheinböllen und der Anschlussstelle Bingen die Bezeichnung B 400, bis die Autobahn fertiggestellt war.

### 1980er Jahre
Ein Teilstück der A 4 zwischen Wommen und Wildeck-Obersuhl – der sogenannte Thüringer Zipfel – führte über das Gebiet der DDR und war daher nicht für den Verkehr freigegeben. Die Umgehung dieses Teilstücks von der Anschlussstelle Obersuhl über Wölfterode bis zur Anschlussstelle Wommen wurde als Bundesstraße 400 gewidmet. Mit Fertigstellung der A 4 zwischen den Anschlussstellen Obersuhl und Wommen im Jahr 1993 erhielt die B 400 ihren heutigen Verlauf von Wommen zur B 27. Der Abschnitt zwischen Wölfterode und der Anschlussstelle Wildeck-Obersuhl wurde zur Landesstraße herabgestuft.